# 岡田啓吉
岡田 啓吉（おかだ けいきち、弘化元年（1844年）3月 - 明治15年（1882年）10月7日）は、幕末の土佐郷士。岡田義平の次男。岡田以蔵は実兄。諱は宜稔、後に登稔。最初の通称は慶次。

## 略歴
漢学を細川清斎（細川潤次郎の父）、剣術を武市半平太に学ぶ。文久元年（1861年）、土佐勤王党が結成されると58番目に加盟。文久2年（1862年）10月には、中岡慎太郎、田中光顕などと五十人組へ参加。11月に五十人組で江戸へ出る。
文久3年（1863年）9月、土佐勤王党への弾圧が開始すると、同志は次々と投獄され、兄以蔵も京で捕まり元治元年（1864年）6月に土佐へ送還されて山田獄舎に繋がれた。無宿者であった以蔵は厳しい詮議・拷問を受け、以蔵の自白により同志らが次々と入獄する事態となった。以蔵の自白による同志の被害拡大を防ぐ為、父義平や啓吉は自宅謹慎状態の島村寿之助から以蔵毒殺・もしくは毒による自害のすすめの相談をもちかけられたが、毒殺が決行されたという記載は獄中書簡から確認できず、また以蔵が獄中の党員の説得で反省と後悔の意を示した為、結局毒の差し入れは無いまま結審を迎えたと推察される。以蔵の自白を契機に土佐勤王党の獄は終焉を迎える事になった。
以蔵の死後、岡田家の家督を継ぎ、城下北新町（高知市桜井町）に住んだ。明治7年（1874年）、佐賀の乱により高知へ逃亡してきた江藤新平を、かつての土佐勤王党同志らと共に小舟に乗せて高知県東部へ逃がしたと伝えられている。
長男の虎輔が岡田家の資料などを提出して研究に役立てる事が出来た。虎輔は札幌農学校を卒業後、中学校教員となった後に大蔵省へ入り、たばこ専売制の完成に携わった。朝鮮総督府専売局技師から鈴木商店に入社し、同社傘下の米星煙草(現・双日ジーエムシー）初代社長を務めた。次男の諒児も大蔵省に入り、四国で税務署長などを務めた。

## 脚註
1. ↑  『正伝 岡田以蔵』p.145
2. 1 2  『正伝 岡田以蔵』p.84
3. ↑  煙草　金子直吉の国益志向から浜口雄幸の支援を得て満州に進出鈴木商店記念館
4. ↑  『正伝 岡田以蔵』p.135